# Халфбек
Халфбек (енгл. Halfback), скраћено HB је позиција у америчком фудбалу. Део је нападачке формације иза офанзивне линије. Халфбек је ранинбек који је позициониран тачно иза фулбека. Њихова задужења су различита, а најчешће је хватање пасова. Халфбекови су најчешће физички ситнији од фулбекова. Други назив за халфбека је тејлбек (tailback).